# Festiwal im. Jana Kiepury
Europejski Festiwal im. Jana Kiepury – coroczny festiwal muzyczny odbywający się w Krynicy-Zdroju, poświęcony pamięci związanego z miastem światowej klasy śpiewaka, Jana Kiepury.
Festiwal im. Jana Kiepury to największe i najważniejsze wydarzenie kulturalne odbywające się corocznie w Krynicy-Zdroju począwszy od 1967 roku. Twórcą festiwalu i organizatorem jego pierwszych 15. edycji był Stefan Półchłopek, który nawiązując do pięknych tradycji przedwojennej Krynicy, chciał upamiętnić życie i twórczość wielkiego tenora, którego osobiście poznał. W latach 1984–2012 dyrektorem festiwalu był dziennikarz Bogusław Kaczyński.